# Paractenopsyllus vauceli
Paractenopsyllus vauceli är en loppart som beskrevs av Klein 1965. Paractenopsyllus vauceli ingår i släktet Paractenopsyllus och familjen smågnagarloppor. Inga underarter finns listade i Catalogue of Life.